# Малый Шиш (приток Шиша)
Малый Шиш — река в России, протекает по Седельниковскому и Тарскому районам Омской области. Устье реки находится в 259 км по левому берегу реки Шиш. Длина реки составляет 44 км.

## Данные водного реестра
По данным государственного водного реестра России относится к Иртышскому бассейновому округу, водохозяйственный участок реки — Иртыш от впадения реки Омь до впадения реки Ишим, без реки Оша, речной подбассейн реки — бассейны притоков Иртыша до впадения Ишима. Речной бассейн реки — Иртыш.
Код объекта в государственном водном реестре — 14010100312115300006874.